# Klejtomachos z Teb
Klejtomachos z Teb (gr. Κλειτόμαχος) – żyjący w III wieku p.n.e. starożytny grecki atleta pochodzący z Teb, pankratiasta, dwukrotny olimpijczyk.
Syn Hermokratesa. Podczas igrzysk istmijskich miał tego samego dnia zdobyć wieniec we wszystkich trzech konkurencjach siłowych: zapasach, boksie i pankrationie. Trzykrotnie odnosił także zwycięstwo w pankrationie na igrzyskach pytyjskich. Podczas igrzysk olimpijskich w 216 roku p.n.e. zwyciężył jednocześnie w pankrationie i w boksie, będąc tym samym pierwszym atletą od czasów Teagenesa z Tazos, który odniósł zwycięstwo w obydwu tych konkurencjach. Podczas igrzysk olimpijskich w 212 roku p.n.e. próbował powtórzyć ten wyczyn, zdobył jednak wieniec tylko w boksie – w pankrationie pokonał go wówczas Kapros z Elidy.
Podczas igrzysk olimpijskich w roku 212 p.n.e. Klejtomachos miał walczyć z niejakim Arystonikiem, zawodnikiem przysłanym przez władcę Egiptu Ptolemeusza IV Filopatora. Arystonik cieszył się poparciem publiczności i w pewnym momencie niemal odniósł zwycięstwo. Wówczas Klejtomachos krzyknął, że walczy ku chwale całej Hellady a nie jednego monarchy, przeciągając sympatię widzów na swoją stronę i ostatecznie pokonując oponenta.
Według późniejszej tradycji, zanotowanej u Plutarcha i Klaudiusza Eliana, Klejtomachos zachowywał rygorystyczną abstynencję seksualną. Nie tolerował w swoim towarzystwie żadnych rozmów o seksie i odwracał wzrok, gdy tylko ujrzał spółkujące psy.